# Impatiens scapiflora
Impatiens scapiflora är en balsaminväxtart som beskrevs av Heyne. Impatiens scapiflora ingår i släktet balsaminer, och familjen balsaminväxter. Inga underarter finns listade i Catalogue of Life.

## Bildgalleri

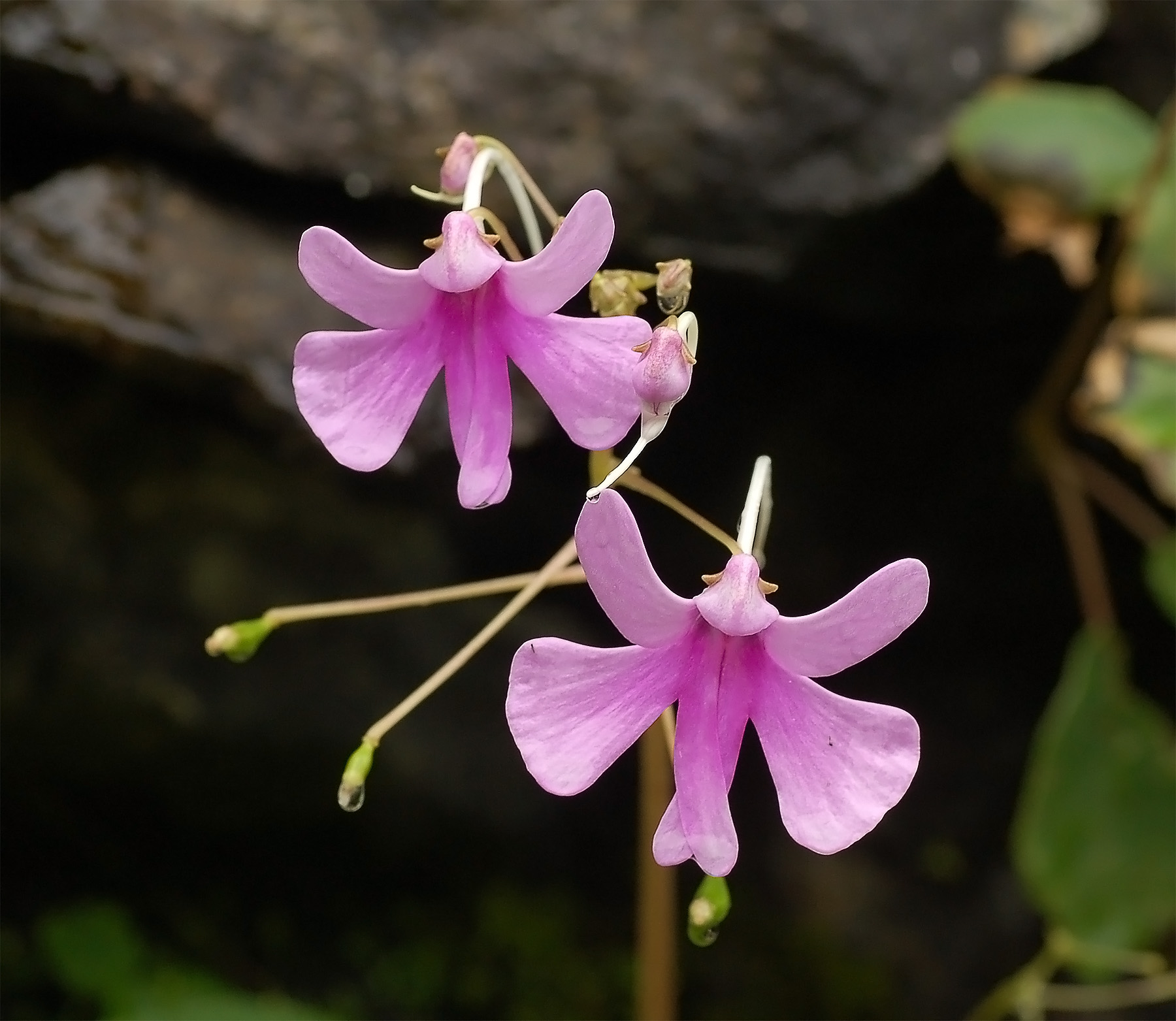